# Paola Gassman
Paola Gassman (Milano, 29 giugno 1945 – Roma, 9 aprile 2024) è stata un'attrice italiana, figlia di Vittorio Gassman e Nora Ricci e sorellastra di Vittoria Gassman, Alessandro Gassmann e Jacopo Gassman.

## Biografia
Per via materna, Paola Gassman fu la quinta generazione di teatranti essendo sua madre Nora Ricci figlia del grande Renzo Ricci e di Margherita Bagni anch'essa attrice e figlia di Ermete Zacconi e Ines Cristina, a loro volta entrambi attori ed entrambi nati in famiglie di attori.
Paola Gassman si dedicò quasi esclusivamente al teatro, a eccezione di alcune sporadiche ma significative apparizioni televisive in commedie e sceneggiati. All'inizio della carriera furono molto significativi i tre anni trascorsi nella compagnia Teatro Libero diretta da Luca Ronconi, che con lo spettacolo Orlando furioso la vide presente in moltissime nazioni europee e negli Stati Uniti, culminando in un'importante trasmissione televisiva a puntate. Sempre in quel periodo prese parte agli spettacoli La tragedia del vendicatore per la regia di Ronconi e Cucina, diretta da Lina Wertmuller. Entrò poi nella compagnia Brignone-Pagliai con gli spettacoli Spettri di Ibsen e Processo di famiglia di Fabbri.
Fu inoltre diretta dal padre Vittorio in spettacoli come Cesare o nessuno, Fa male il teatro e Bugie sincere. Con la ditta teatrale Pagliai-Gassman mise in scena molti spettacoli sia nel genere drammatico sia in quello comico e brillante. Degno di nota fu anche il lungo periodo dedicato a Pirandello: Liolà; Il piacere dell'onestà; L'uomo, la bestia e la virtù; Ma non è una cosa seria, e poi ancora Il bugiardo di Goldoni; Il gatto in tasca di Feydeau; Scene di matrimonio di Svevo; Il mercante di Venezia e Sogno di una notte di mezza estate di Shakespeare.
Recitò con registi quali Squarzina, Castri, Bolognini, Piccardi, Sciaccaluga, Ronconi, Maccarinelli, e tra i molti spettacoli nel suo ultimo periodo si ebbero Spirito allegro di Coward; Giù dal monte Morgan di Miller; Vita col padre di Crouse; Harvey di Chase; Ifigenia in Aulide e Elena di Euripide; Viaggio a Venezia e La bottega del caffè di Goldoni. Negli ultimi anni con Ugo Pagliai, conosciuto ai tempi dell'Accademia nazionale d'arte drammatica "Silvio D'Amico", si dedicò anche alla poesia e a tutti quei brani legati alla memoria e al repertorio.
Nel 2007 pubblicò presso Marsilio Editori l'autobiografia Una grande famiglia dietro le spalle.
Malata da tempo, Paola Gassman morì a Roma il 9 aprile 2024 all'età di 78 anni; i funerali vennero celebrati dopo tre giorni nella basilica di Santa Maria in Montesanto, nota come Chiesa degli artisti, in piazza del Popolo a Roma. Venne sepolta al cimitero Flaminio.

## Vita privata
Fu compagna dell'attore Ugo Pagliai (con cui non si sposò mai). Ebbe due figli: Tommaso Pagliai, e Simona Virgilio, avuta dal marito, l'attore Luciano Virgilio, conosciuto all'Accademia nazionale d'arte drammatica "Silvio D'Amico" (esattamente come fecero vent'anni prima i genitori di Paola).

## Filmografia

### Cinema

Paola Gassman nellOrlando furioso 1975

- Contestazione generale, regia di Luigi Zampa (1970)
- Di padre in figlio, regia di Vittorio e Alessandro Gassman (1982)
- Giorni, regia di Laura Muscardin (2001)
- Cercando Maria (2010)
- Preghiera, regia di Davide Cavuti – documentario (2017)
- Padre mio, regia di Antonio D’Ottavio – documentario (2021)
- Un marziano di nome Ennio, regia di Davide Cavuti (2021)

### Televisione
- Le evasioni celebri, regia di Jean-Pierre Decourt, episodio 1x07 (1972)
- Scontro di notte di Clifford Odets, regia di Maurizio Scaparro, 5 ottobre 1973.
- Orlando furioso, regia di Luca Ronconi – miniserie TV (1975)
- Lo strano caso di via dell'Angeletto, regia di Maurizio Ponzi, 17 maggio 1975.
- Dimenticare Lisa, regia di Salvatore Nocita – miniserie TV (1976)
- Racconti fantastici, regia di Daniele D'Anza, episodio 1x04, 1 aprile 1979.
- Ritratto d'ignoto di Diego Fabbri, regia di Mario Ferrero, 18 aprile 1981.
- Il gatto in tasca di Georges Feydeau, regia di Luigi Proietti (1983)
- Cinecittà Cinecittà, regia di Vittorio De Sisti - miniserie TV (Rai 2, 1985)
- I fisici di Friedrich Dürrenmatt, regia di Vittorio Barino, 4 e 11 marzo 1986.
- Tutta la musica del cuore, regia di Ambrogio Lo Giudice – miniserie TV, episodio La chiamata, 3 febbraio 2013.

### Doppiaggio
- Margaret Tyzack in Racconto d'inverno, diretto da Jane Howell

## Radio
- L’uomo alla moda di George Etherege, regia di Carlo Di Stefano, 15 ottobre 1969.
- Sotto due bandiere di Ouida, regia di Ernesto Cortese, 15 puntate, dal 29 aprile al 17 maggio 1974.
- La città e gli anni di Konstantin Fedin, regia di Marcello Aste, 15 puntate, dal 3 al 21 novembre 1975.
- Il sogno dello zio di Fëdor Dostoevskij, regia di Romeo De Baggis, 6 puntate, dal 23 al 29 giugno 1982.

## Teatro
- Mia divina Eleonora, regia di Milo Vallone (2010)
- Il balcone di Golda di William Gibson, regia di Maria Rosaria Omaggio (2012)
- Odio Amleto, regia di Alessandro Benvenuti (2016)

## Discografia
- 2016 – Vitae, album di Davide Cavuti